# Anthony Eden
Robert Anthony Eden (ur. 12 czerwca 1897 w West Auckland, zm. 14 stycznia 1977 w Alvediston) – brytyjski polityk, premier Wielkiej Brytanii i przywódca Partii Konserwatywnej w latach 1955–1957. Trzykrotny minister spraw zagranicznych Wielkiej Brytanii (1936–1938, 1940–1945 i 1951–1955). Po objęciu urzędu premiera podjął decyzję o interwencji przeciwko Egiptowi w sporze o Kanał Sueski, co doprowadziło do jego upadku. W 2004 roku 139 politologów uznało go za najmniej efektywnego brytyjskiego premiera w XX w.

## Początki kariery
Eden urodził się w West Auckland w hrabstwie Durham, w konserwatywnej rodzinie posiadaczy ziemskich. Był synem sir Williama Edena, 7. baroneta, i Sybil Grey, córki sir Williama Greya. Sybil była potomkinią XIX-wiecznego premiera Wielkiej Brytanii lorda Greya. Wykształcenie odebrał w Eton College. Walczył podczas I wojny światowej. Został awansowany na stopień kapitana i otrzymał Military Cross, zaś w wieku 21 lat został najmłodszym brygadierem-majorem British Army. Na konferencji w latach 30., razem z Hitlerem uznali, że walczyli na jednym odcinku frontu podczas bitwy pod Ypres. Po wojnie Eden ukończył studia na wydziale języków orientalnych w Christ Church na Uniwersytecie Oksfordzkim. Przyszły premier władał biegle językiem francuskim, niemieckim i perskim oraz znał rosyjski i arabski. W listopadzie 1922 wystartował bez powodzenia w wyborach do Izby Gmin. Sukces odniósł jednak w wyborach powszechnych w grudniu 1923, wygrywając wybory w okręgu Warwick and Leamington.
Podczas rządów konserwatystów w latach 1924–1929, Eden był najpierw parlamentarnym prywatnym sekretarzem ministra spraw wewnętrznych Williama Joynsona Hicksa, zaś od 1926 pełnił podobną funkcję u ministra spraw zagranicznych sir Austena Chamberlaina. W 1931 otrzymał swój pierwszy urząd ministerialny jako podsekretarz stanu w Foreign Office. W 1934 został Lordem Tajnej Pieczęci i ministrem bez teki w rządzie Stanleya Baldwina odpowiedzialnym za kontakty z Ligą Narodów. Jak większość weteranów I wojny, Eden był przeciwny kolejnym konfliktom zbrojnym, działał w Lidze Narodów w celu zachowania pokoju. Szybko zrozumiał, że do utrzymania pokoju nie wystarczy polityka appeasementu wobec nazistowskich Niemiec i faszystowskich Włoch. Eden sprzeciwiał się pokojowej polityce ministra spraw zagranicznych Samuela Hoare’a wobec Włoch po inwazji na Abisynię. Po dymisji Hoare’a w 1935, Eden został nowym ministrem spraw zagranicznych.
Na tym etapie swojej kariery Eden był uznawany za najmodniej ubranego polityka. Zawsze nosił kapelusz typu Homburg, co sprawiło, że ten typ kapelusza jest w Anglii nazywany „kapeluszem Anthony’ego Edena” (Anthony Eden’s hat).
Eden miał dwóch braci – starszego Timothy’ego i młodszego Nicholasa, który zginął podczas bitwy jutlandzkiej w 1916.

## Po raz pierwszy w Foreign Office
Eden został ministrem spraw zagranicznych w czasie, kiedy polityka zagraniczna Wielkiej Brytanii była nastawiona na powstrzymywanie rozwoju totalitarnych potęg. Eden popierał politykę nieinterwencji podczas hiszpańskiej wojny domowej i wspierał politykę Neville’a Chamberlaina ograniczonych ustępstw na rzecz Niemiec. Nie protestował również przeciwko zajęciu Nadrenii w 1936. W lutym 1938 złożył jednak rezygnację ze swojego stanowiska, w proteście przeciwko zbyt jego zdaniem ustępliwej polityce Chamberlaina wobec Włoch. To, oraz jego późniejsza krytyka porozumień monachijskich, zbliżyło go do lidera wewnątrzpartyjnej opozycji i krytyka polityki rządu, Winstona Churchilla. Taka postawa również, przyczyniła się do spadku zaufania do niego wśród licznych środowisk politycznych, ale zyskała mu sympatię szerszego grona wyborców.
W 1937 otrzymał tytuł doktora honoris causa Uniwersytetu w Durham.

## II wojna światowa

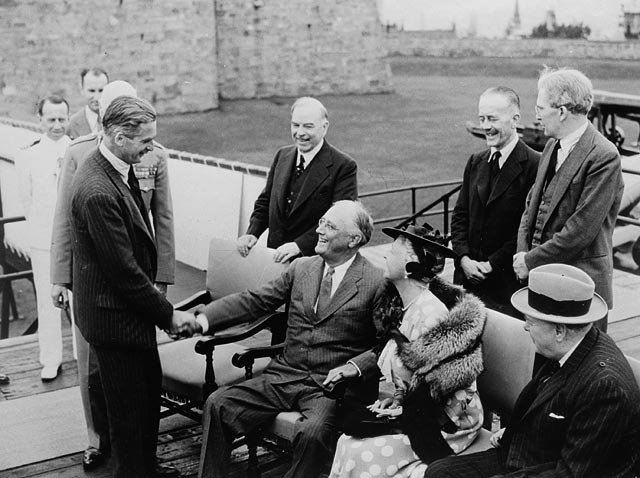
Anthony Eden spotyka się z prezydentem Rooseveltem na konferencji w Quebecu, 1943

We wrześniu 1939, po wybuchu II wojny światowej, Eden na krótko wstąpił do armii w randze majora, ale szybko wrócił do rządu jako minister ds. dominiów, nie wszedł jednak w skład gabinetu wojennego. Nie był również brany pod uwagę jako kandydat na stanowisko premiera po rezygnacji Chamberlaina w maju 1940. Nowym premierem został Winston Churchill, który mianował Edena ministrem wojny. Później w tym samym roku Eden został ministrem spraw zagranicznych. Eden odegrał niewielką rolę podczas negocjacji na najwyższym szczeblu, gdyż zwykł je prowadzić osobiście premier. Eden występował w nich raczej jako współpracownik i pomocnik Churchilla, który bardzo nisko go cenił – z przyczyn koalicyjnych jednak, zmuszony był utrzymywać go w rządzie. To jednak dziełem Edena były bliskie relacje Wielkiej Brytanii z przywódcą Wolnych Francuzów, generałem Charles’em de Gaulle’em. W 1942 Eden został dodatkowo przewodniczącym Izby Gmin.

## Po wojnie

### W opozycji
Po wyborczej wygranej laburzystów w 1945, Eden znalazł się w opozycji jako zastępca lidera konserwatystów. Wielu ludzi w tym czasie uważało, że Churchill powinien zrezygnować z kierowania partią i przekazać jej stery w ręce Edena, ale były premier odmówił, a Eden był zbyt lojalny wobec niego, by zmuszać go do dymisji. Był to zresztą ciężki okres w życiu byłego ministra. Rozpadło się jego pierwsze małżeństwo z Beatrice Beckett, zaś najstarszy syn Simon zginął podczas walk w Birmie w ostatnich dniach wojny.

### Ponownie w rządzie
W 1951 konserwatyści ponownie wygrali wybory i Eden, już po raz trzeci, został ministrem spraw zagranicznych. Ponieważ Churchill nie odgrywał już tak wielkiej roli w gabinecie jak w latach II wojny, Eden samodzielnie kierował polityką zagraniczną państwa, radząc sobie umiejętnie z licznymi światowymi kryzysami doby „zimnej wojny”. Nie udało mu się jednak powstrzymać stałego spadku znaczenia Wielkiej Brytanii na arenie międzynarodowej na rzecz Stanów Zjednoczonych i Związku Radzieckiego. W 1952 ożenił się ponownie z katoliczką, Clarissą Churchill, siostrzenicą Winstona. Pogarszał się również stan jego zdrowia. W 1953 przeszedł w klinice w Bostonie kilka operacji pęcherzyka żółciowego, ale nigdy nie wrócił już do pełni zdrowia. W 1954 został kawalerem Orderu Podwiązki.

## Premier Zjednoczonego Królestwa
W kwietniu 1955 schorowany Churchill zrezygnował ze wszystkich stanowisk i udał się na emeryturę. Eden zastąpił go na stanowisku premiera i lidera konserwatystów. Anthony Eden, ze swoją służbą dyplomatyczną podczas II wojny i urokiem osobistym, cieszył się sporym poparciem w społeczeństwie. Niedługo po objęciu stanowiska premiera rozpisał nowe wybory powszechne, które jeszcze bardziej powiększyły przewagę konserwatystów. Jednak sir Anthony nigdy nie sprawował urzędów zajmujących się sprawami wewnętrznymi oraz miał niewielkie doświadczenie w ekonomii. W tych dziedzinach zdał się na swoich ministrów, zwłaszcza na Raba Butlera, kanclerza skarbu, później Lorda Tajnej Pieczęci i przewodniczącego Izby Gmin. Sam zajmował się sprawami zagranicznymi. Zawarł ścisły sojusz z prezydentem Stanów Zjednoczonych Eisenhowerem. Jego słynne słowa Pokój ma pierwszeństwo, zawsze zjednały mu sporą popularność.

### Kryzys sueski
Najsłynniejszym działaniem Edena była próba przeciwdziałania, wspólnie z Francją, próbie nacjonalizacji Kanału Sueskiego, którego Wielka Brytania była większościowym akcjonariuszem, przez prezydenta Egiptu Gamala Abdela Nasera. Eden, który uważał Nasera za drugiego Mussoliniego, przekonał Francuzów do wspólnej interwencji przeciwko prezydentowi Egiptu. Alianci sprzymierzyli się również z Izraelem i na tajnym spotkaniu w Sèvres w październiku 1956 uzgodniono plan działań.
Nasser uważał Edena za polityka słabego i chwiejnego (fakt, że przez wiele lat kariery dyplomatycznej nie udało się Edenowi uzyskać znaczącej pozycji na arenie międzynarodowej), ale też za swego najgroźniejszego wroga. Tacy ludzie często maskują słabość skłonnością do agresji – scharakteryzował premiera Wielkiej Brytanii.
29 października wojska izraelskie przekroczyły granicę egipską i szybko posuwały się w kierunku kanału. Wielka Brytania i Francja wystąpiły wówczas jako „rozjemcy” i 5 listopada wysadziły desant w Port Saidzie, przejmując kontrolę nad kanałem. Następnego dnia, w wyniku presji ONZ, nastąpiło zawieszenie broni.
Operacja sueska zakończyła się militarnym sukcesem, ale była dyplomatyczną katastrofą. Brytyjsko-francuska interwencja nie znalazła poparcia ani w Waszyngtonie (na co liczył Eden), ani w Moskwie (która popierała Nassera). Rząd USA wywierał dyplomatyczne i gospodarcze (wyzbywanie się funta brytyjskiego, co spowodowało spadek jego wartości i groźbę recesji gospodarczej, oraz odmowa udzielenia kredytu z Międzynarodowego Funduszu Walutowego) naciski na Wielką Brytanię, a Związek Radziecki niedwuznacznie sugerował zbrojne wsparcie Nassera przez blok wschodni.
Eden zrozumiał, że bez poparcia Stanów Zjednoczonych niczego nie zdziała. Nieudana interwencja zrujnowała jego dobrą opinię polityka. W styczniu 1957, Harold Macmillan, Kanclerz Skarbu i jeden z pomysłodawców interwencji, przekonał Edena, aby złożył dymisję (nastąpiło to 6 stycznia 1957) i sam objął stanowisko premiera. Edenowi udało się w najbliższych latach odbudować swoją reputację w społeczeństwie. W 1961 otrzymał parowski tytuł hrabiego Avon.
Interwencja sueska pokazała Wielkiej Brytanii jej miejsce w szeregu mocarstw. Była ona końcem złudzeń Brytyjczyków o potędze Zjednoczonego Królestwa.

## Na emeryturze
Na emeryturze Eden wiódł spokojny żywot ze swoją drugą żoną Clarissą w Rose Bower nad rzeką Ebble w Wiltshire. W 1976 opublikował swoje osobiste wspomnienia zatytułowane Another World oraz wiele tomów swoich wspomnień politycznych. Jako jeden z czołowych polityków okresu II wojny wystąpił w wielu programach dokumentalnych opisujących ten etap dziejów. Były to m.in. The World at War telewizji Thames z 1974, czy też Le chagrin et la pitié Marcela Ophülsa z 1971 opowiadający o okupacji Francji. W latach 1945–1973 Eden był również kanclerzem Uniwersytetu w Birmingham.
W 1976 udał się w podróż do Stanów Zjednoczonych. Święta Bożego Narodzenia spędził w domu Averella i Pameli Harriman. Po Nowym Roku jego stan zdrowia gwałtownie się pogorszył. Na prośbę rodziny premier James Callaghan wysłał do Miami specjalny samolot RAF-u, by lord Avon mógł wrócić do domu. Były premier zmarł na raka wątroby w Salisbury w 1977. Urodził się w roku, gdy królowa Wiktoria obchodziła swój diamentowy jubileusz, zmarł w roku srebrnego jubileuszu królowej Elżbiety.
Anthony Eden był dwukrotnie żonaty. Po raz pierwszy ożenił się 5 listopada 1923 r. z Beatrice Helen Beckett (26 lipca 1905 – 29 czerwca 1957), córką sir Williama Becketta, 1. baroneta, i Mabel Duncombe, córki Williama Duncombe’a, wicehrabiego Helmsley. Anthony i Beatrice mieli razem dwóch synów, byli nimi:
- Simon Gascoyn Eden (13 listopada 1924 – 23 czerwca 1945), pilot RAF-u, zginął podczas walk w Birmie
- Nicholas Eden (3 października 1930 – 17 sierpnia 1985), 2. hrabia Avon

Małżeństwo Edena zakończyło się rozwodem w 1950. Po raz drugi ożenił się 14 sierpnia 1952 z Anne Clarissą Churchill (28 czerwca 1920 – 15 listopada 2021), córką Johna Strange’a Spencer-Churchilla i lady Gwendoline Bertie, córki 7. hrabiego Abingdon, bratanicą Winstona Churchilla. Małżeństwo to nie doczekało się potomstwa.

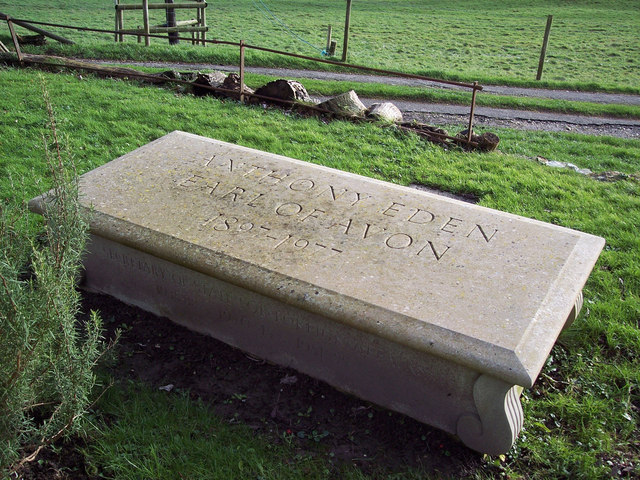
Grób Anthonego Edena

Anthony Eden jest pochowany w kościele w Alvediston, 3 mile od Rose Bower.

## Gabinet Anthony’ego Edena
- premier: Anthony Eden
- Lord kanclerz: David Maxwell Fyfe, 1. wicehrabia Kilmuir
- Lord przewodniczący Rady: Robert Gascoyne-Cecil, 5. markiz Salisbury
- Lord tajnej pieczęci, Przewodniczący Izby Gmin: Harry Crookshank
- Kanclerz skarbu: Rab Butler
- minister spraw zagranicznych: Harold Macmillan
- minister spraw wewnętrznych: Gwilym Lloyd George
- minister kolonii: Alan Lennox-Boyd
- minister ds. Wspólnoty Narodów: Alexander Douglas-Home, 14. hrabia Home
- Przewodniczący Zarządu Handlu: Peter Thorneycroft
- Kanclerz Księstwa Lancaster: Frederick Marquis, 1. wicehrabia Woolton
- minister edukacji: David Eccles
- minister ds. Szkocji: James Stuart
- minister rolnictwa i rybołówstwa: Derick Heathcoat-Amory
- minister pracy i służby narodowej: Walter Monckton
- minister obrony: Selwyn Lloyd
- minister ds. samorządu: Duncan Sandys
- minister emerytur i ubezpieczeń społecznych: Osbert Peake

Zmiany
- grudzień 1955 – Rab Butler zastępuje Harry’ego Crookshanka na stanowisku Lorda Tajnej Pieczęci i przewodniczącego Izby Gmin, Harold Macmillan zastępuje Butlera na stanowisku Kanclerza Skarbu, Selwyn Lloyd zastępuje Macmillana na stanowisku ministra spraw zagranicznych, Walter Monckton zastępuje Lloyda na stanowisku ministra obrony, Iain Macleod zastępuje Moncktona na stanowisku ministra pracy, lord Selkirk zastępuje lorda Wooltona na stanowisku Kanclerza Księstwa Lancaster, Patrick Buchan-Hepburn wchodzi w skład gabinetu jako minister robót, Osbert Peake opuszcza gabinet, jego następcy na stanowisku ministra emerytur i ubezpieczeń społecznych nie wchodzą w skład gabinetu
- październik 1956 – Walter Monckton obejmuje urząd Paymaster-General i pozostaje w gabinecie, Anthony Head zastępuje Moncktona na stanowisku ministra obrony

## Odznaczenia
- Medal Wolności Króla Chrystiana X (Dania)[5]